# Alibi.com
Alibi.com ist eine französische Filmkomödie von Philippe Lacheau aus dem Jahr 2017.

## Handlung
Grégory Van Huffel, genannt Greg, ist der Chef von Alibi.com, einer Agentur für untreue Menschen. Die Agentur verschafft den Untreuen das nötige Alibi, um ihre Affären vor ihren Partnern geheim zu halten.
Zufällig lernt Greg die Anwältin Florence Martin kennen. Während sein Unternehmen erfolgreich wächst, verliebt sich Grégory in Florence, die aufgrund schlechter Erfahrungen Ehrlichkeit für das höchste Gut in einer Beziehung hält. Deshalb verheimlicht Greg seinen Job und sagt, dass er Steward sei.
Bei einem gemeinsamen Ausflug in das Landhaus der Eltern stellt Greg fest, dass Florences Vater Gérard einer seiner Kunden bei Alibi.com ist. Während die Mutter von Florence, Marlène, davon ausgeht, ihr Mann sei auf einer Dienstreise, trifft sich Gérard in einem Hotel in Cannes mit Cynthia. Verschiedene Umstände führen dazu, dass Florence und ihre Mutter ebenfalls im Hotel in Cannes einchecken, wo sie Gérard treffen. In der Not kontaktiert Gérard Greg. Um für Gérard das Alibi verschaffen zu können, musste Greg gegenüber Florence eine Reise nach Tansania vortäuschen. Er darf ihr also auf keinen Fall über den Weg laufen.
Am Ende werden Gérard und Greg zu reuigen Sündern, während Cynthia die Kundenliste von Alibi.com im Internet veröffentlicht.

## Produktion
Die Dreharbeiten in Paris und Cannes begannen im April 2016 und endeten im Juli.
Der Film wurde am 20. Januar 2017 auf dem Filmfestival Alpe d’Huez erstmals gezeigt. In die französischen Kinos kam er am 15. Februar 2017 und am 3. August 2017 in die deutschen. Die Free-TV-Premiere in Deutschland war am 17. Mai 2020 im ZDF.

## Kritik
Bei Rotten Tomatoes erreichte der Film eine Bewertung von 67 % bei 6 Bewertungen.
Oliver Armknecht bewertete den Film auf film-rezensionen.de mit 6 von 10 Punkten und fasste zusammen: „Wie schon die vorangegangenen Komödien von Philippe Lacheau so setzt auch die Geschichte um professionelle Lügner auf eine Mischung aus albernen Zoten und absurden Gemeinheiten. Das ist nicht anspruchsvoll, im Groben auch vorhersehbar, insgesamt aber doch ziemlich unterhaltsam.“
Der Filmdienst bewertete Alibi.com mit 2 von 5 Sternen und schrieb: „Albern-klamaukige Komödie ohne moralische Fallstricke, die sich in pubertären Gags gefällt. Zahlreiche Anspielungen auf einschlägige US-amerikanische Vorbilder rauben dem Film endgültig seine Eigenständigkeit.“ Auch Andreas Staben bewertete die Komödie auf Filmstarts mit nur 2 von 5 Sternen und meinte: „Aus der reizvollen Prämisse wird nicht viel gemacht und so stehen allerlei zotigen Albernheiten und aufgesetzt wirkenden Verwicklungen nur zwei tolle Nebendarsteller und einige amüsante 80er-Jahre-Anspielungen gegenüber.“
Antje Wessels kam zu folgendem Fazit: „Die französische Komödie „Alibi.com“ ist derbe aber nicht zu vulgär, albern aber nicht schwachsinnig und trotz der richtigen Portion Realismus auch ein wenig abgehoben. Da die Stimmung innerhalb des Ensembles glaubhaft von Sympathie und Freundschaft geprägt ist, ist es leider ein wenig schade, dass der emotionale Aspekt erst auf der Zielgeraden so richtig zum Tragen kommt.“

## Fortsetzung
Die Fortsetzung Alibi.com 2 erschien 2023. Diese handelt von den Hochzeitsvorbereitungen von Greg und Flo.